# Saint-Alban-de-Roche
Pour les articles homonymes, voir Saint-Alban.
Saint-Alban-de-Roche est une commune française située dans le département de l'Isère en région Auvergne-Rhône-Alpes.
La commune qui comptait 1 908 habitants en 2016, appartient à l'unité urbaine de Bourgoin-Jallieu, troisième agglomération du département avec plus de 57 000 habitants en 2013, ainsi qu'à la communauté d'agglomération Porte de l'Isère, toutes les deux positionnées l'aire urbaine de Lyon.
La petite cité, autrefois située dans la province du Dauphiné, héberge un géosite d'intérêt paléontologique ainsi qu'une maison forte datant des XIVe et XVIe siècles.
Ses habitants sont appelés les Saint-Albanais.

## Géographie

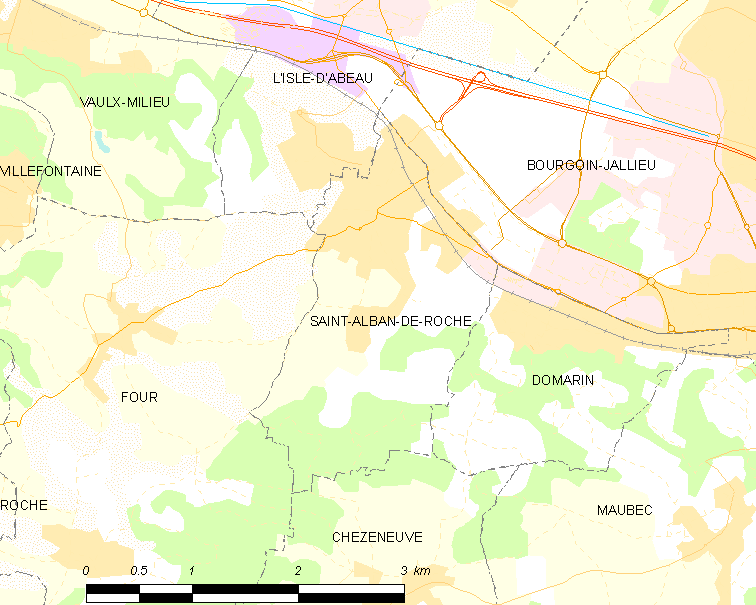
Plan de la commune de Saint-Alban-de-Roche et des communes voisines

### Situation et description
Saint-Alban-de-Roche est situé dans la partie septentrionale du département de l'Isère, à l'ouest de la ville de Bourgoin-Jallieu, principale ville du secteur. Il est proche de l'ensemble des infrastructures de transports modernes, tels que l'autoroute A43, l'Aéroport et la  gare TGV Lyon Saint-Exupéry.
Le centre-ville (bourg de Saint-Alban-de-Roche) se situe (par la route) à 38 km du centre de Lyon, préfecture de la région Auvergne-Rhône-Alpes et à 72 km de Grenoble, préfecture du département de l'Isère, ainsi qu'à 347 km de Marseille et 507 km de Paris.
Le territoire de la commune est limitrophe de ceux de cinq communes :
| L'Isle d'Abeau | Bourgoin-Jallieu     |         |
| Four           | Saint-Alban-de-Roche | Domarin |
|                | Chèzeneuve           |         |

### Géologie  et relief
Saint-Alban-de-Roche se positionne entre la plaine de Lyon et la bordure occidentale du plateau du Bas-Dauphiné qui recouvre toute la partie iséroise où il n'y a pas de massifs montagneux. Le plateau se confond donc avec la micro-région du Nord-Isère, secteur essentiellement composée de collines de basse ou moyenne altitude et des longues vallées et plaines. L'ouest de ce secteur correspond à la plaine lyonnaise. 
- Site géologique remarquable

Les « gisements fossilifères des anciennes carrières de Saint-Alban-de-Roche » sont un site géologique remarquable de 4,96 hectares qui se trouve sur les communes de Saint-Alban-de-Roche et de L'Isle-d'Abeau, aux lieux-dits de La Grive-Saint-Alban et La Roche. En 2014, ce géosite d'intérêt paléontologique, est classé « une étoile à l'« Inventaire du patrimoine géologique ».

### Hydrographie
À l'exception du modeste ruisseau du Loup et le passage de la Bourbre canalisée, non loin du territoire communal, aucun cours d'eau notable ne traverse le territoire communal.

### Climat
Pour des articles plus généraux, voir Climat d'Auvergne-Rhône-Alpes et Climat de l'Isère.
En 2010, le climat de la commune est de type climat océanique altéré, selon une étude du Centre national de la recherche scientifique s'appuyant sur une série de données couvrant la période 1971-2000. En 2020, Météo-France publie une typologie des climats de la France métropolitaine dans laquelle la commune est exposée à un climat de montagne ou de marges de montagne et est dans la région climatique Moyenne vallée du Rhône, caractérisée par un bon ensoleillement en été (fraction d’insolation > 60 %), une forte amplitude thermique annuelle (4 à 20 °C), un air sec en toutes saisons, orageux en été, des vents forts (mistral), une pluviométrie élevée en automne (250 à 300 mm).
Pour la période 1971-2000, la température annuelle moyenne est de 11,8 °C, avec une amplitude thermique annuelle de 17,4 °C. Le cumul annuel moyen de précipitations est de 1 038 mm, avec 10,5 jours de précipitations en janvier et 6,7 jours en juillet. Pour la période 1991-2020, la température moyenne annuelle observée sur la station météorologique de Météo-France la plus proche, « Bourgoin », sur la commune de Bourgoin-Jallieu à 4 km à vol d'oiseau, est de 12,4 °C et le cumul annuel moyen de précipitations est de 844,0 mm,. Pour l'avenir, les paramètres climatiques de la commune estimés pour 2050 selon différents scénarios d'émission de gaz à effet de serre sont consultables sur un site dédié publié par Météo-France en novembre 2022.
| Mois                                  | jan.           | fév.           | mars           | avril         | mai           | juin          | jui.        | août         | sep.          | oct.          | nov.          | déc.           | année      |
| ------------------------------------- | -------------- | -------------- | -------------- | ------------- | ------------- | ------------- | ----------- | ------------ | ------------- | ------------- | ------------- | -------------- | ---------- |
| Température minimale moyenne (°C)     | 0,8            | 0,9            | 3,8            | 7,3           | 10,4          | 14,1          | 16          | 15,7         | 12,4          | 9,3           | 4,8           | 1,4            | 8,1        |
| Température moyenne (°C)              | 3,6            | 4,4            | 8,1            | 12,3          | 15,4          | 19,5          | 21,8        | 21,3         | 17,5          | 13,2          | 8             | 4,2            | 12,4       |
| Température maximale moyenne (°C)     | 6,3            | 7,8            | 12,4           | 17,2          | 20,4          | 24,9          | 27,6        | 26,9         | 22,6          | 17,1          | 11,1          | 7              | 16,8       |
| Record de froid (°C) date du record   | −10,3 30.01.05 | −14,2 05.02.12 | −10,6 01.03.05 | −1,8 08.04.21 | 1,5 06.05.19  | 4,5 03.06.06  | 9 22.07.08  | 8,3 31.08.06 | 3,9 27.09.10  | −3 25.10.03   | −6 24.11.05   | −13,3 30.12.05 | −14,2 2012 |
| Record de chaleur (°C) date du record | 20 10.01.15    | 21,1 22.02.21  | 24,7 30.03.21  | 28,4 23.04.07 | 32,6 24.05.09 | 36,5 28.06.05 | 39 24.07.19 | 40 13.08.03  | 33,8 04.09.23 | 29,8 09.10.23 | 22,6 07.11.15 | 18,1 05.12.06  | 40 2003    |
| Précipitations (mm)                   | 61,1           | 48,7           | 57,6           | 61,1          | 81,8          | 68,8          | 73,5        | 78,4         | 64            | 97,1          | 86,8          | 65,1           | 844        |

## Urbanisme

### Typologie
Au 1er janvier 2024, Saint-Alban-de-Roche est catégorisée ceinture urbaine, selon la nouvelle grille communale de densité à sept niveaux définie par l'Insee en 2022.
Elle appartient à l'unité urbaine de Bourgoin-Jallieu, une agglomération intra-départementale regroupant neuf  communes, dont elle est une commune de la banlieue,,. Par ailleurs la commune fait partie de l'aire d'attraction de Lyon, dont elle est une commune de la couronne,. Cette aire, qui regroupe 397 communes, est catégorisée dans les aires de 700 000 habitants ou plus (hors Paris),.

### Occupation des sols
L'occupation des sols de la commune, telle qu'elle ressort de la base de données européenne d’occupation biophysique des sols Corine Land Cover (CLC), est marquée par l'importance des territoires agricoles (42,4 % en 2018), en diminution par rapport à 1990 (43,6 %). La répartition détaillée en 2018 est la suivante : 
zones urbanisées (30 %), zones agricoles hétérogènes (26,2 %), forêts (25,6 %), terres arables (16,2 %), zones industrielles ou commerciales et réseaux de communication (1,9 %). L'évolution de l’occupation des sols de la commune et de ses infrastructures peut être observée sur les différentes représentations cartographiques du territoire : la carte de Cassini (XVIIIe siècle), la carte d'état-major (1820-1866) et les cartes ou photos aériennes de l'IGN pour la période actuelle (1950 à aujourd'hui).

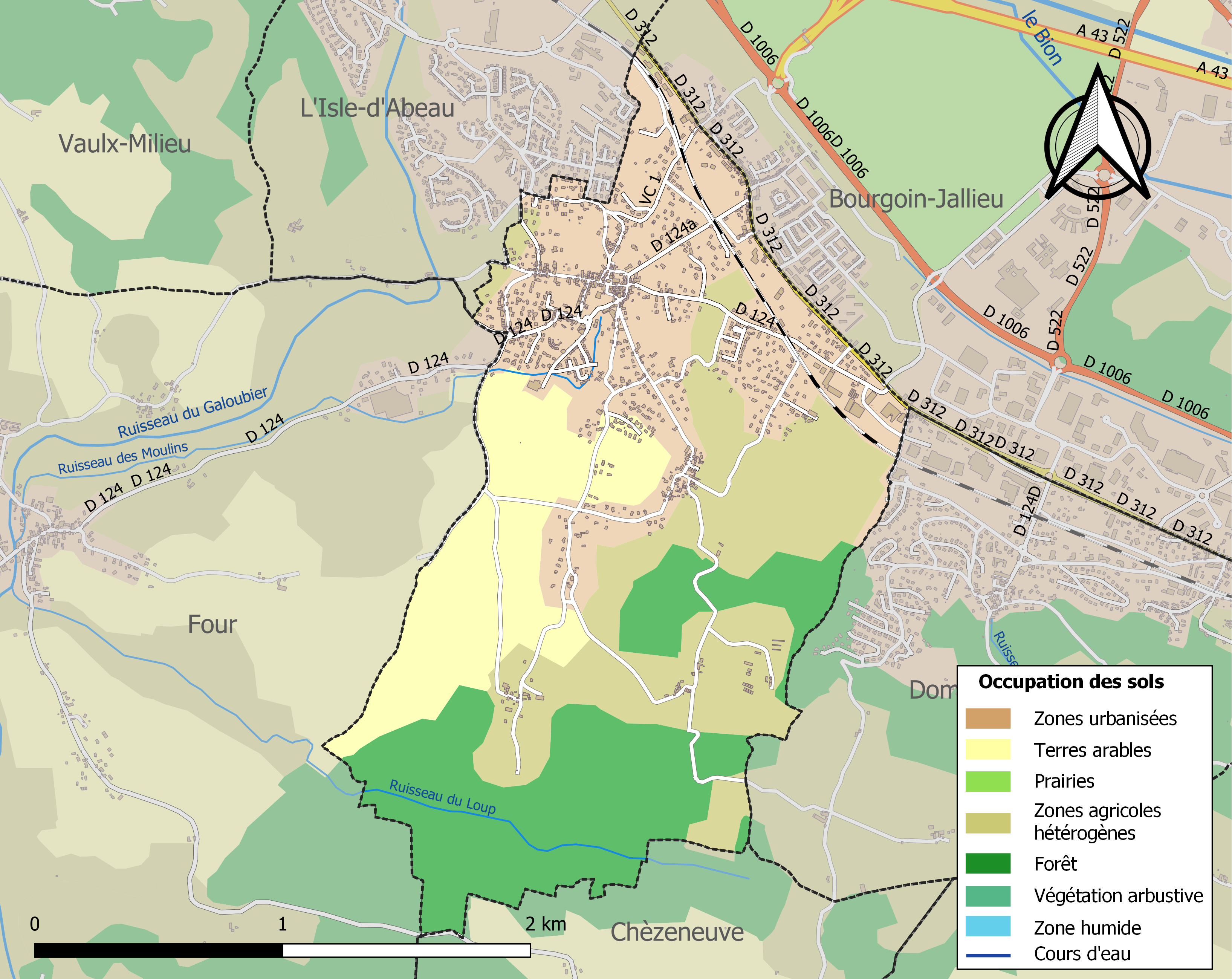
Carte des infrastructures et de l'occupation des sols de la commune en 2018 (CLC).

### Hameaux, lieux-dits et écarts
Voici, ci-dessous, la liste la plus complète possible des divers hameaux, quartiers et lieux-dits résidentiels urbains comme ruraux qui composent le territoire de la commune de Saint-Alban-de-Roche, présentés selon les références toponymiques fournies par le site géoportail de l'Institut géographique national. 
| - la Grive - le David - la Roche - le Dalmais - Rousset - les Fardeaux | - Grammont (château) - la Ladrière - Gattaz Fer - les Magnauds - la Combe - Combe Bugnon | - le Pacolet - Choutier - Revollay (bois) - Ytras (bois) - le Bois - Meurnon | - la Radière - le Fabre - Ozier (bois) - Montsire (bois) - Bois Couvert (bois) - Chesnes (bois) |

### Voies de communication
La commune est sillonnée par plusieurs routes d'importance secondaire, dont :
- la RD 312 (ancien tracé de la RN 6) qui traverse la zone d'activité de la Maladière et qui relie la commune de L'Isle d'Abeau à celle de Bourgoin-Jallieu
- la RD 124 et la RD 124a

### Transports

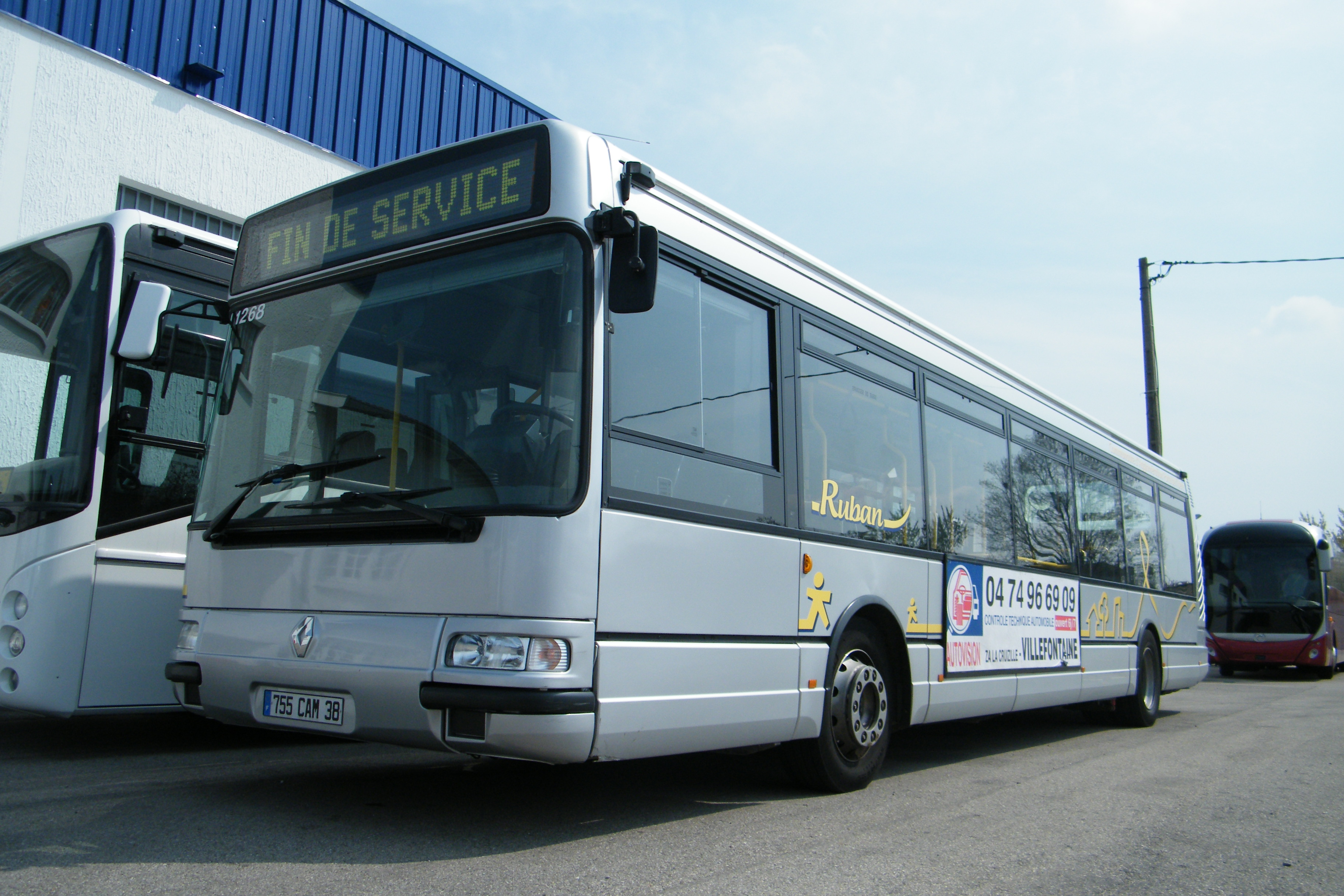
Autocar du réseau Ruban

Localement, l'agglomération de Bourgoin-Jallieu et la CAPI sont desservies par le réseau de bus dénommé « Ruban », réparti en huit lignes urbaines et sept lignes périurbaines, dont une dessert le territoire communal :
- Ligne 25 : Four ↔ Saint-Alban de Roche (le bourg) ↔ Domarin ↔ Bourgoin-Jallieu.

### Risques naturels et technologiques

#### Risques sismiques
L'ensemble du territoire de la commune de Saint-Alban-de-Roche est situé en zone de sismicité n°3 (sur une échelle de 1 à 5), comme la plupart des communes de son secteur géographique.
| Type de zone | Niveau            | Définitions (bâtiment à risque normal) |
| ------------ | ----------------- | -------------------------------------- |
| Zone 3       | Sismicité modérée | accélération = 1,1 m/s2                |

## Histoire

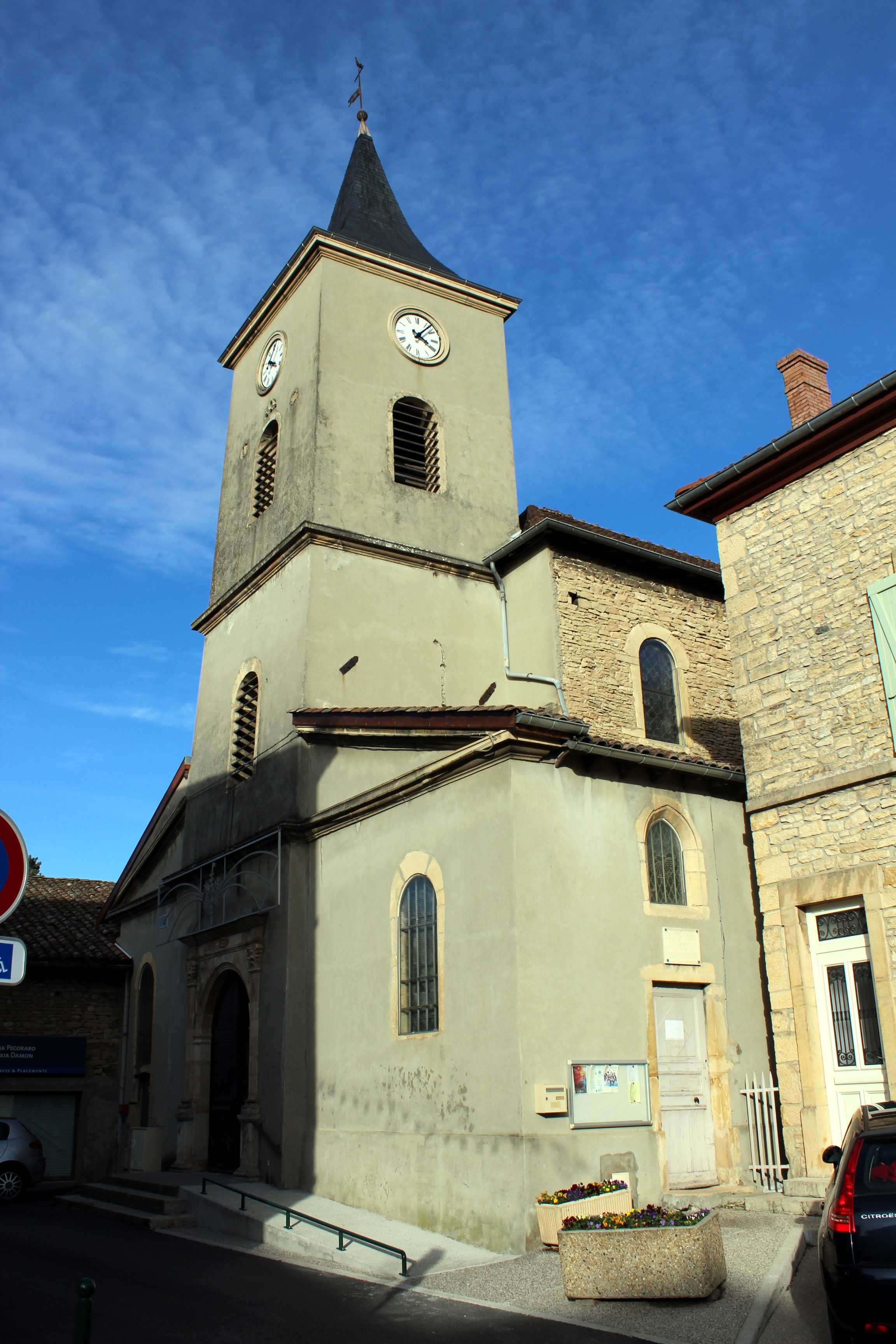
L'église.

Historiquement, Saint-Alban-de-Roche s’est établi au bord d’une importante voie romaine, la via Agrippa qui, venant de Vienne se dirigeait vers Bourgoin avant de gagner l’Italie.

De 1030 à 1355, Saint-Alban-de-Roche fit partie d’une enclave savoyarde en terre dauphinoise et fut souvent le théâtre de conflits delphino-savoyards demeurés célèbres… Au Moyen Âge, le village s’est développé à l’intérieur de remparts, autour d’un château dépendant des seigneurs de Maubec et d’une église dédiée à Alban, martyr chrétien décapité en Angleterre en 303 et dont l’aspect actuel date de 1841. 
La maison-forte de Gramond et son pigeonnier couvert de lauzes (XVe siècle), celle de la Gavotière (XVIIe siècle) ou encore la maison-forte du Rousset dite Villa Rose complètent un patrimoine de chemins, des lavoirs et des fontaines, ainsi que de belles demeures en pierre du pays.
Le village, de tradition agricole ancienne, accueillit longtemps des enfants citadins mis en nourrice chez l’habitant. L’élevage des vers à soie, les métiers à tisser le velours, implantés chez des particuliers qui se firent veloutiers, contribuèrent un temps au renom de l’industrie lyonnaise de la soie. 
Aujourd’hui, Saint-Alban-de-Roche est une bourgade de près de 2 000 habitants au cœur de la communauté d’agglomération Porte de l’Isère.
Son petit village fait de ruelles étroites et de maisons en pierre du pays est un héritage des carrières qui étaient exploitées au XIXe et au début du XXe siècle.

## Politique et administration

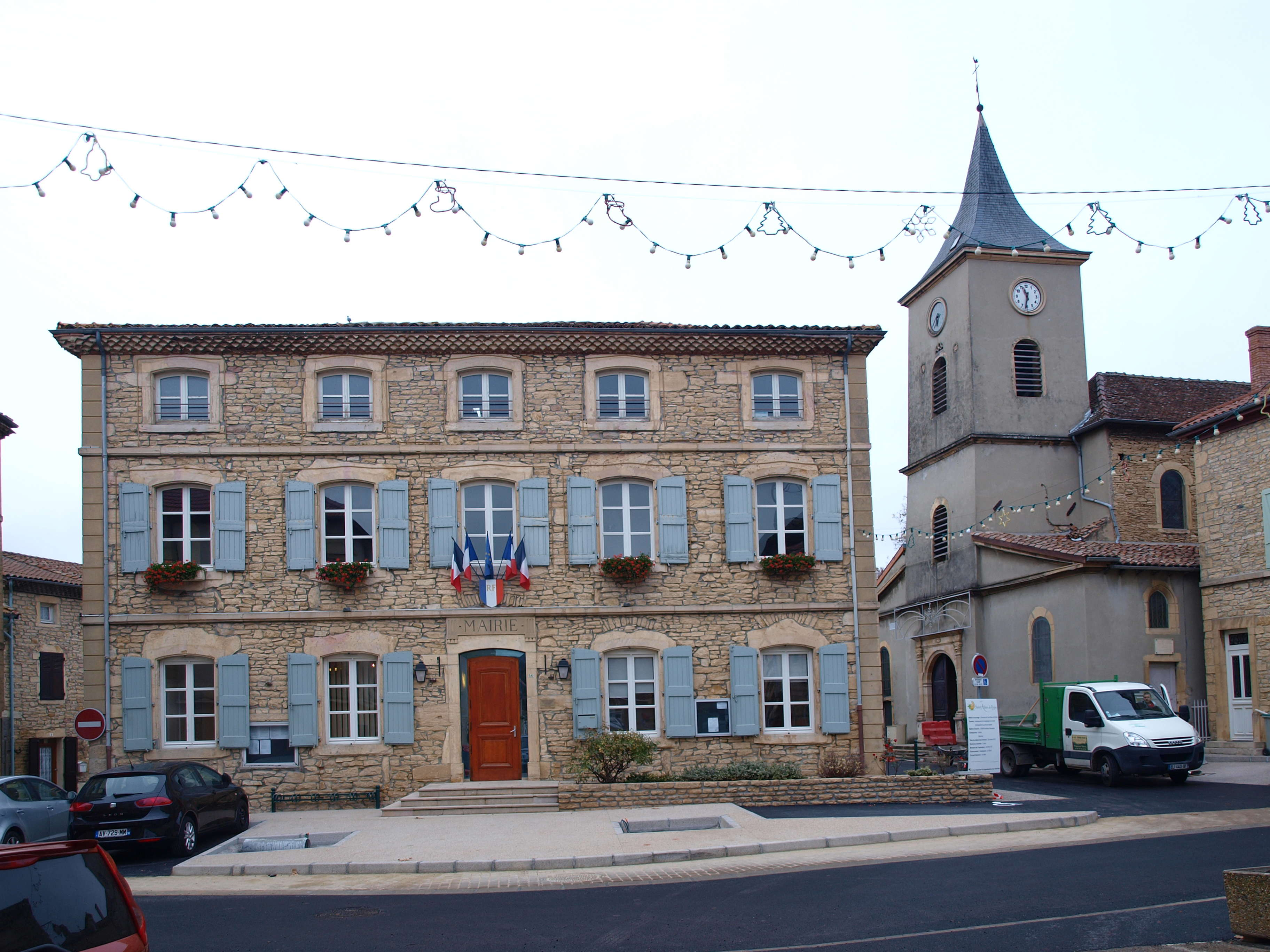
La mairie.

### Administration municipale
En 2019, le conseil municipal de Saint-Alban-de-Roche compte dix-sept membres, soit dix hommes et sept femmes (dix-neuf membres à l'origine) dont un maire, cinq adjoints au maire et onze conseillers municipaux « en exercice » et deux absents.

### Liste des maires
| Période                                  | Période                       | Identité           | Étiquette | Qualité |
| ---------------------------------------- | ----------------------------- | ------------------ | --------- | --- |
| mars 1977                                | mars 1983                     | Gérard David       | RI        | Professeur, ancien chef de cabinet de Louis Joxe Officier de l'Ordre national du Mérite, médaille de l'Aéronautique |
| Les données manquantes sont à compléter. |                               |                    |           | |
| mars 2001                                | mai 2020 (décès)              | Michel Guérin      | MoDem     | Retraité Vice-président de la CAPI (2008 → 2014) Réélu en 2008 et 2014                                              |
| mai 2020                                 | En cours (au 19 janvier 2021) | Christophe Laville |           | Ancien cadre |
| Les données manquantes sont à compléter. |                               |                    |           | |

### Résultats électoraux
| Scrutin             | Scrutin             | 1er tour | 1er tour | 1er tour | 1er tour | 1er tour  | 1er tour | 1er tour | 1er tour | 1er tour | 1er tour | 1er tour | 1er tour | 2d tour | 2d tour | 2d tour | 2d tour | 2d tour | 2d tour |
| Scrutin             | Scrutin             | 1er      | 1er      | %        | 2e       | 2e        | %        | 3e       | 3e       | %        | 4e       | 4e       | %        | 1er     | 1er     | %       | 2e      | 2e      | %       |
| ------------------- | ------------------- | -------- | -------- | -------- | -------- | --------- | -------- | -------- | -------- | -------- | -------- | -------- | -------- | ------- | ------- | ------- | ------- | ------- | ------- |
| Présidentielle 2017 | Présidentielle 2017 |          | EM       | 27,22    |          | LR        | 21,67    |          | FN       | 19,13    |          | LFI      | 15,48    |         | EM      | 67,65   |         | FN      | 32,35   |
| Présidentielle 2022 | Présidentielle 2022 |          | LREM     | 32,73    |          | RN        | 19,67    |          | LFI      | 15,58    |          | REC      | 9,13     |         | LREM    | 62,31   |         | RN      | 37,69   |
| Législatives 2022   | 10e                 |          | Ren-Ens  | 34,32    |          | LFI-Nupes | 20,32    |          | RN       | 19,70    |          | LR       | 10,66    |         | Ren     | 63,82   |         | RN      | 36,18   |
| Législatives 2024   | 10e                 |          | RN       | 37,97    |          | Ren-Ens   | 33,86    |          | LFI-NFP  | 18,78    |          | LR       | 8,15     |         | RN      | 54,10   |         | LFI     | 45,90   |

## Population et société

### Démographie
L'évolution du nombre d'habitants est connue à travers les recensements de la population effectués dans la commune depuis 1793. Pour les communes de moins de 10 000 habitants, une enquête de recensement portant sur toute la population est réalisée tous les cinq ans, les populations de référence des années intermédiaires étant quant à elles estimées par interpolation ou extrapolation. Pour la commune, le premier recensement exhaustif entrant dans le cadre du nouveau dispositif a été réalisé en 2004.

En 2022, la commune comptait 2 148 habitants, en évolution de +12,58 % par rapport à 2016 (Isère : +3,07 %, France hors Mayotte : +2,11 %).
| 1793 | 1800 | 1806 | 1821 | 1831 | 1836  | 1841  | 1846  | 1851  |
| ---- | ---- | ---- | ---- | ---- | ----- | ----- | ----- | ----- |
| 601  | 652  | 668  | 844  | 908  | 1 119 | 1 050 | 1 103 | 1 080 |

| 1856  | 1861  | 1866  | 1872  | 1876  | 1881  | 1886  | 1891  | 1896  |
| ----- | ----- | ----- | ----- | ----- | ----- | ----- | ----- | ----- |
| 1 114 | 1 191 | 1 163 | 1 100 | 1 146 | 1 216 | 1 328 | 1 157 | 1 127 |

| 1901  | 1906  | 1911 | 1921 | 1926 | 1931  | 1936 | 1946 | 1954 |
| ----- | ----- | ---- | ---- | ---- | ----- | ---- | ---- | ---- |
| 1 149 | 1 101 | 997  | 816  | 929  | 1 004 | 805  | 821  | 907  |

| 1962 | 1968 | 1975  | 1982  | 1990  | 1999  | 2004  | 2006  | 2009  |
| ---- | ---- | ----- | ----- | ----- | ----- | ----- | ----- | ----- |
| 941  | 944  | 1 070 | 1 289 | 1 545 | 1 760 | 1 837 | 1 881 | 1 807 |

| 2014  | 2019  | 2022  | - | - | - | - | - | - |
| ----- | ----- | ----- | - | - | - | - | - | - |
| 1 908 | 2 130 | 2 148 | - | - | - | - | - | - |

### Enseignement
La commune de Saint-de-Roche, située dans l'académie de Grenoble, compte deux écoles :
- L'école maternelle qui présentait un effectif de 74 élèves à la rentrée 2019
- L'école primaire qui présentait un effectif de 119 élèves à la rentrée 2019

### Équipement culturel et sportif
Le plateaux d'EPS compte un terrain multi-sport (hand-ball). La commune heberge un terrain de football (stade du Rousset). Il existe également un gymnase et un skate parc.

### Médias
Historiquement, le quotidien à grand tirage Le Dauphiné libéré consacre, chaque jour, y compris le dimanche, dans son édition du Nord-Isère, un ou plusieurs articles à l'actualité du canton, de la communauté de communes et quelquefois de la commune, ainsi que des informations sur les éventuelles manifestations locales, les travaux routiers, et autres événements divers à caractère local.

### Cultes

#### Culte catholique
La communauté catholique de la commune dépend de la paroisse Saint-François d'Assise qui recouvre vingt communes et vingt-trois églises. La paroisse est organisée en sept relais, celle de Saint-Alban-de-Roche porte le nom de Domarin‐St.Alban-Trois Vallons.

## Économie

### Secteur industriel et commercial
Le siège social de la société MATISEC (Matériel industriel de sécurité) est situé sur le territoire de Saint-Alban-de-Roche (Zone d'activité de Ladrière).

## Culture et patrimoine

### Lieux et monuments
- Église Saint-Alban de Saint-Alban-de-Roche

#### Lesite paléontologiquedeLa Grive-Saint-Alban
Un fossile d'écureuil géant découvert sur ce site a reçu le nom de Lagrivea en raison du nom du hameau de la Grive-Saint-Alban.

#### La Maison forte (ou château) de Grammont
L'édifice date des XIVe et XVIe siècles.
La maison forte est positionnée au sommet d'une colline qui domine la vallée de la Bourbre et cette partie de la plaine ou se situe le centre hospitalier Pierre Oudot et les zones d'activité commerciale.
L'ensemble des bâtiments est constitué de petits moellons de calcaire jaune. Cela comprend également un pigeonnier  rond ayant conservé la plupart de ses aménagements dont une corniche, une toiture enlauzes récemment restaurée, des boulins mais aussi des jardins. le corps principal est ses aménagements intérieurs (dont une cheminée monumentale et une grande tour d'escalier), constitue un ensemble bien conservé.

Quelques photos du village de Saint-Alban-de-Roche
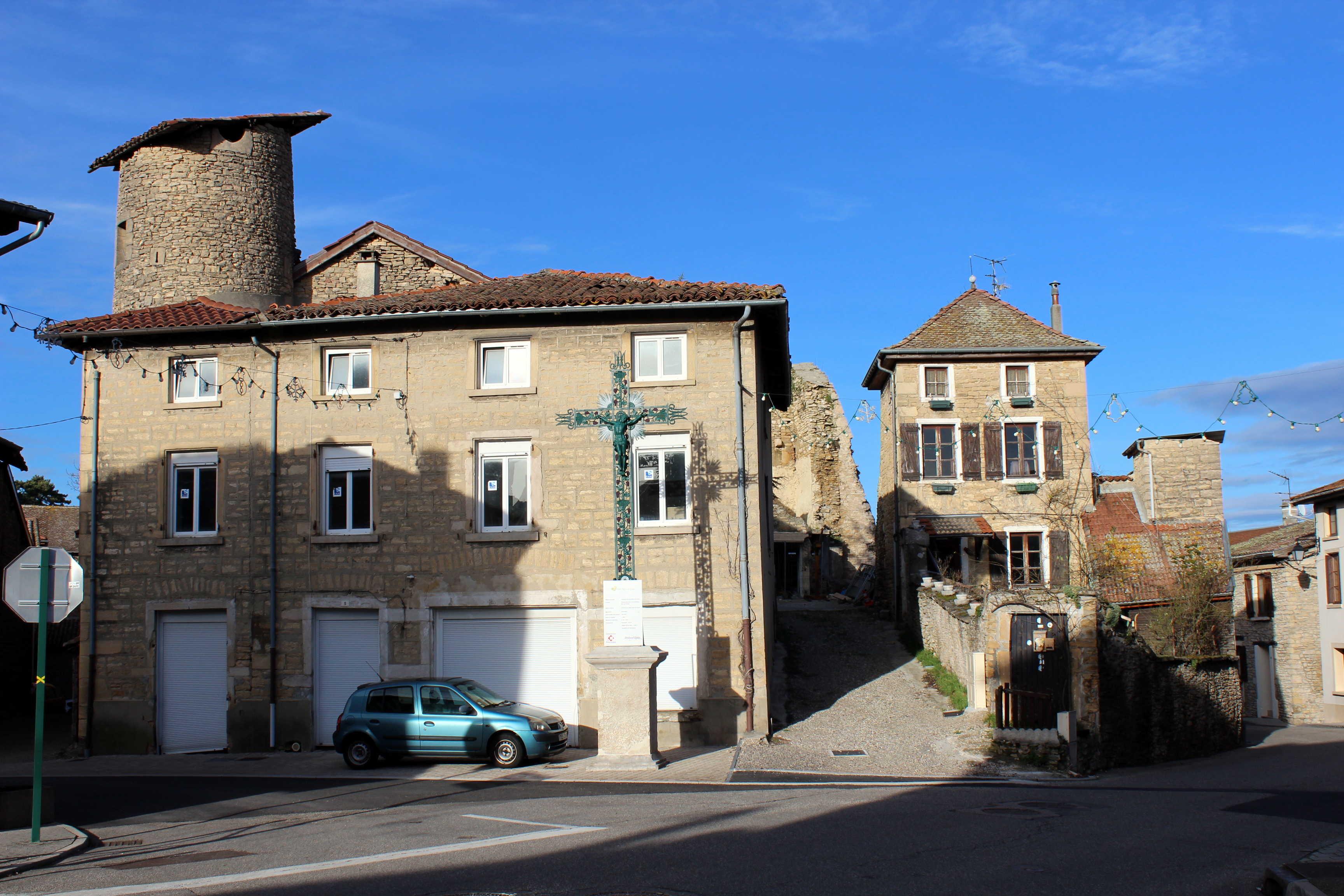
Vestiges au centre du village.
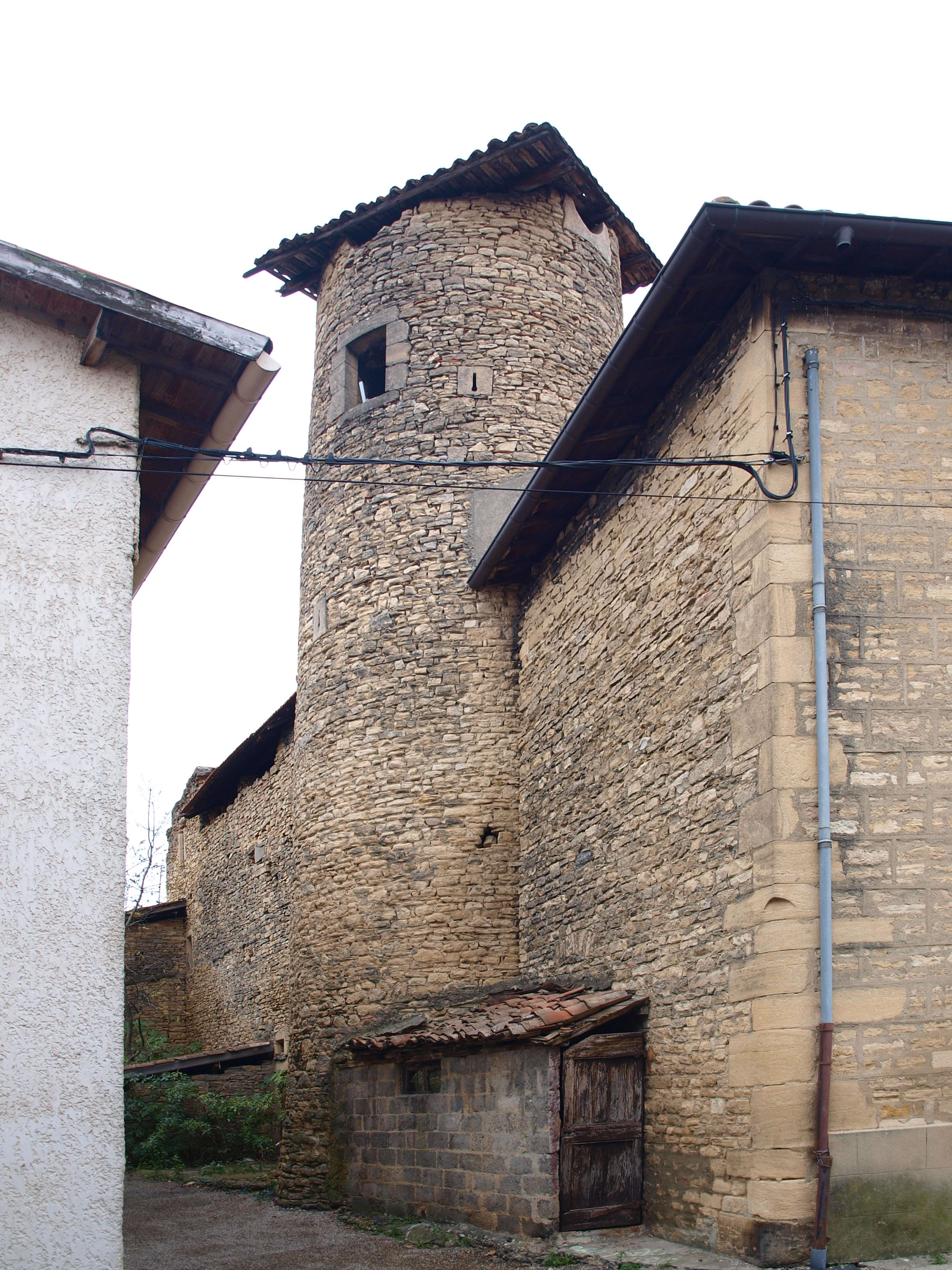
Le pigeonnier.
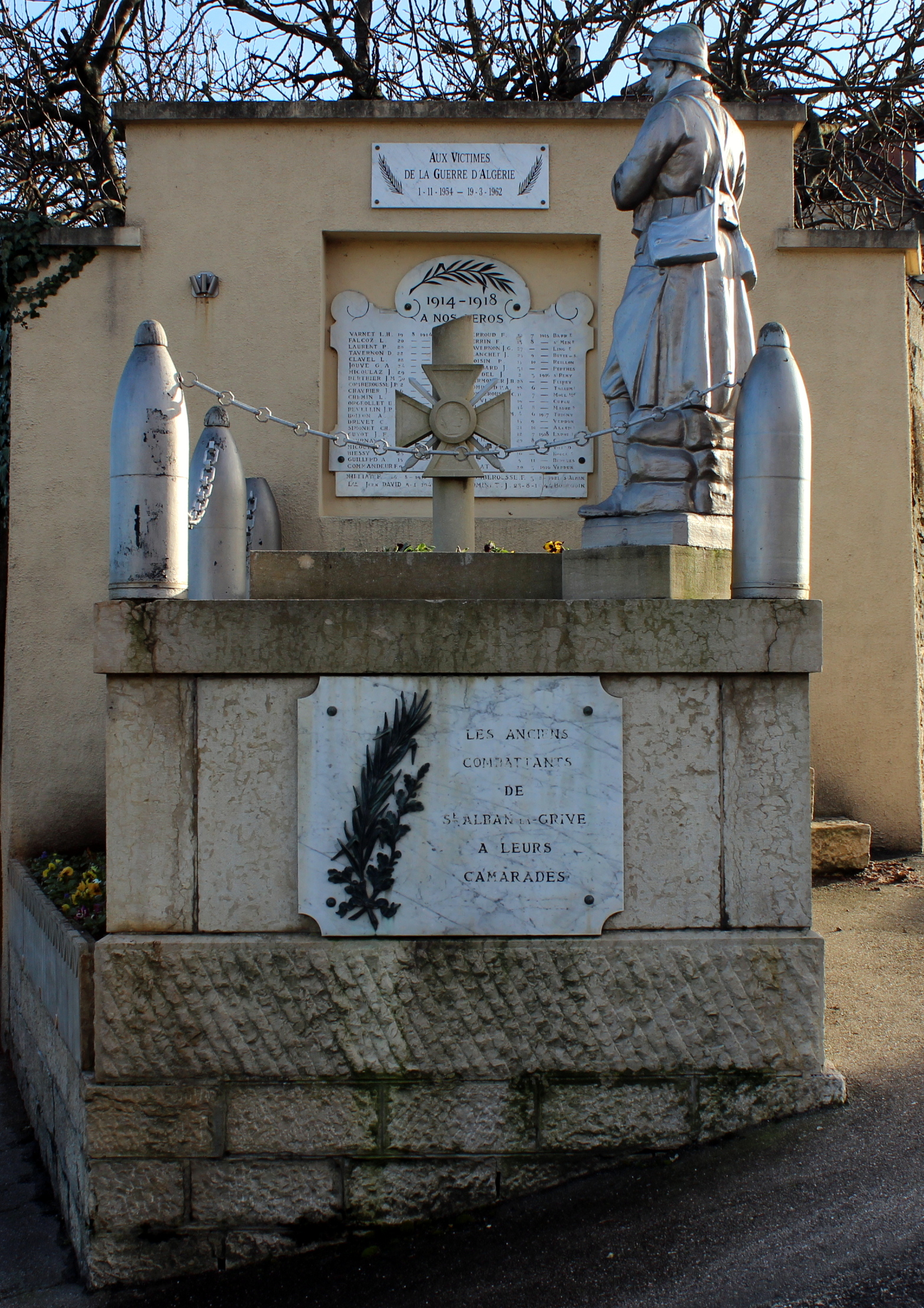
Le monument aux morts.
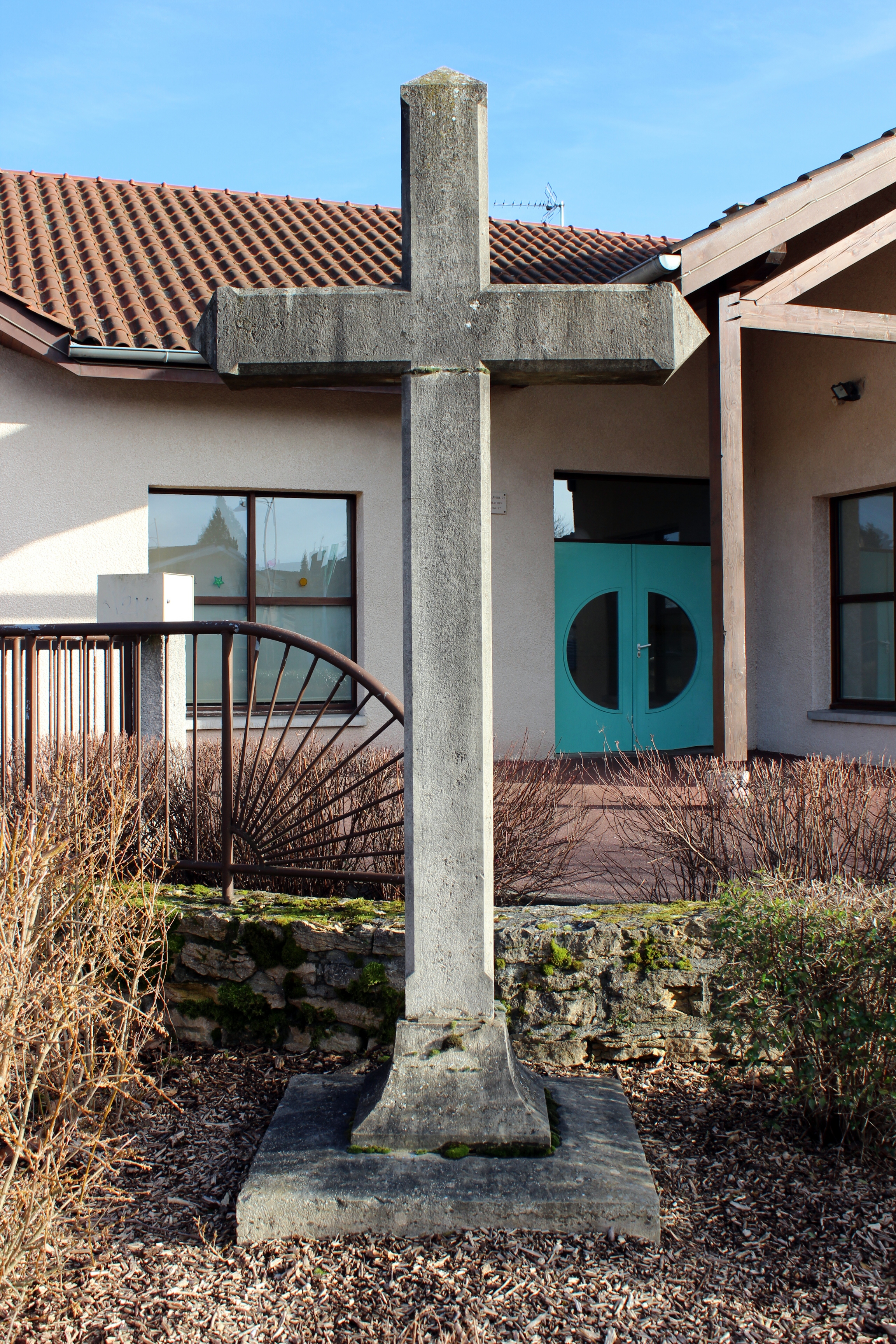
Croix dans le village
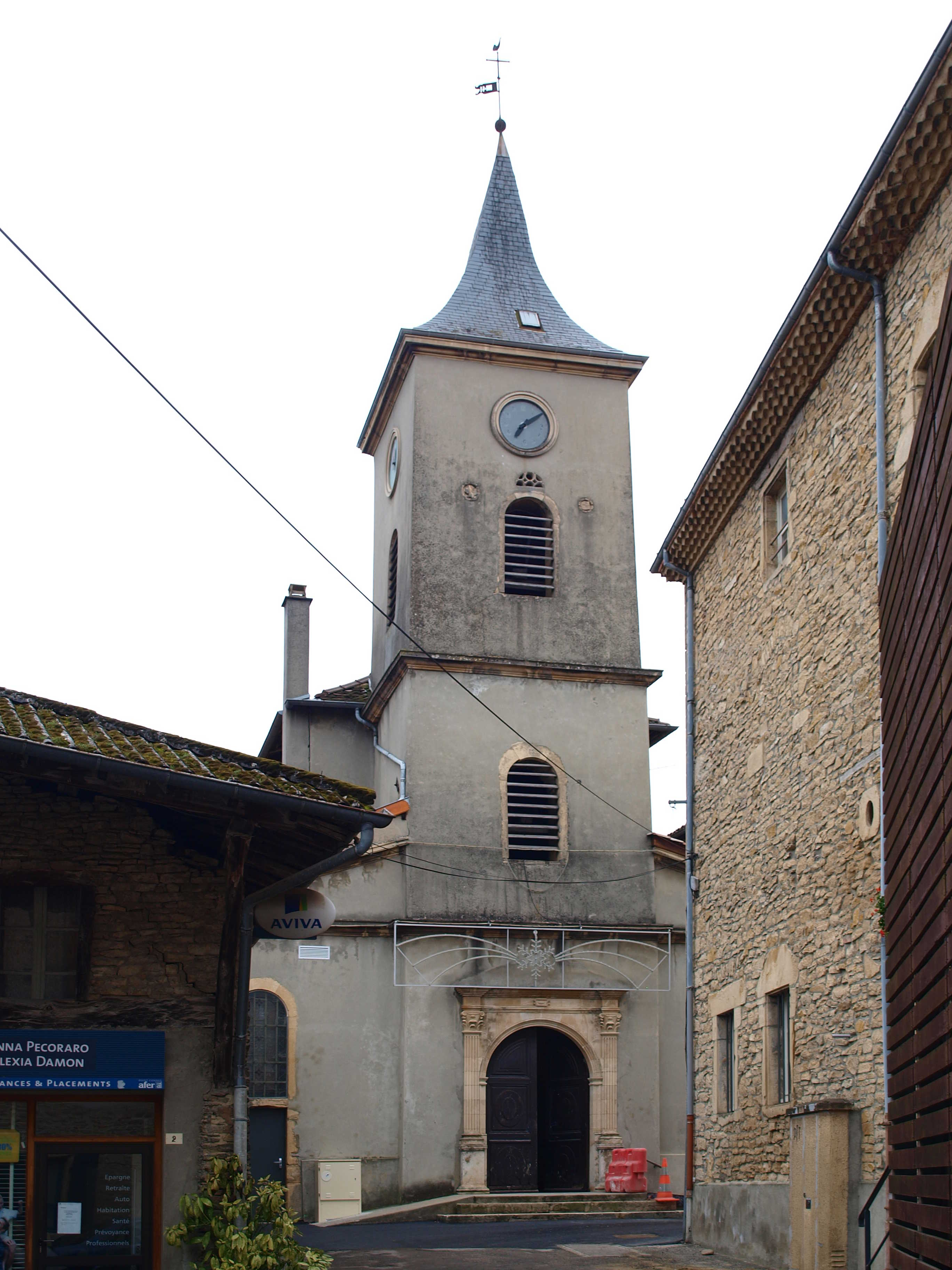
Clocher de l'église
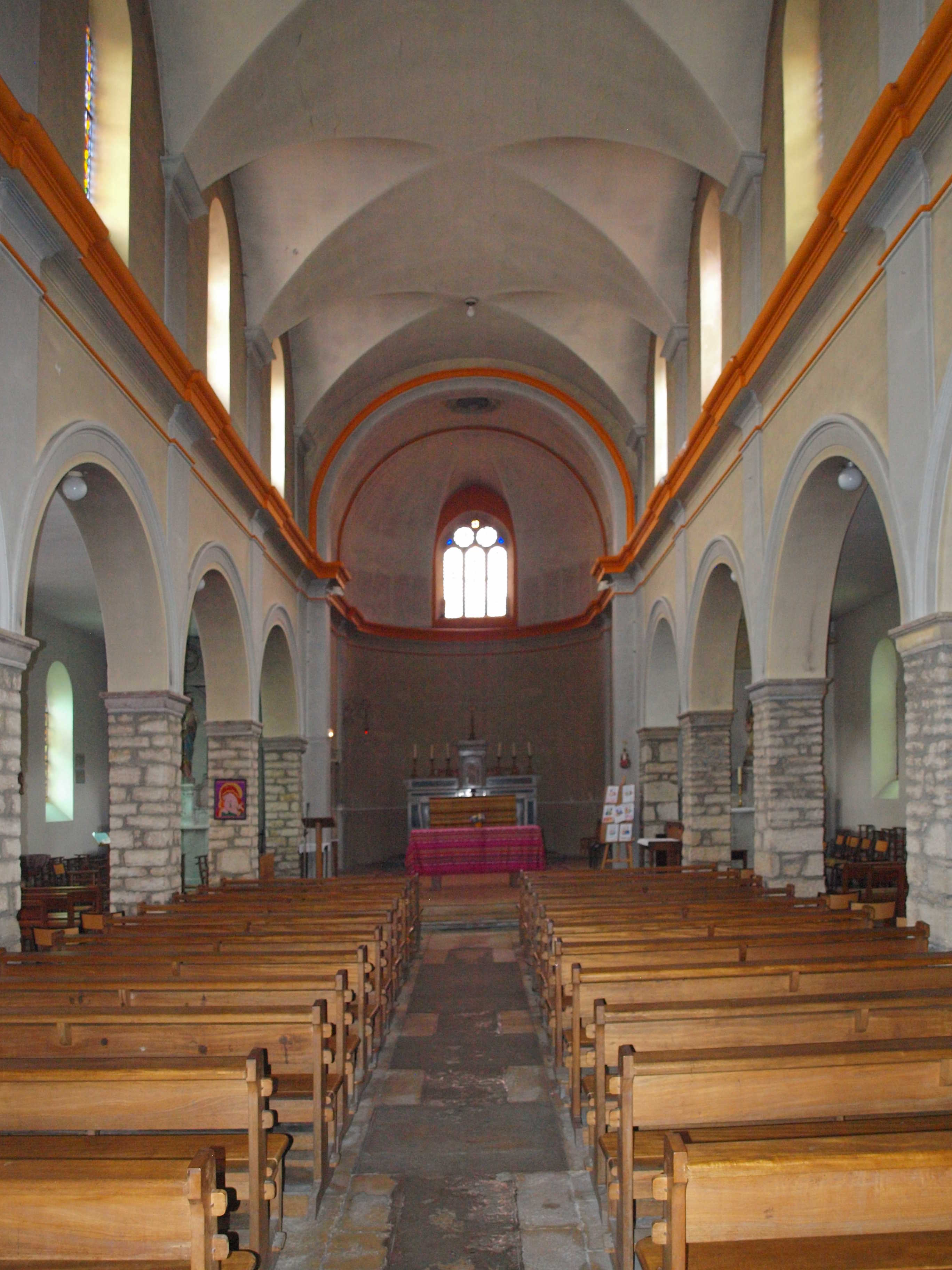
Intérieur de l'église
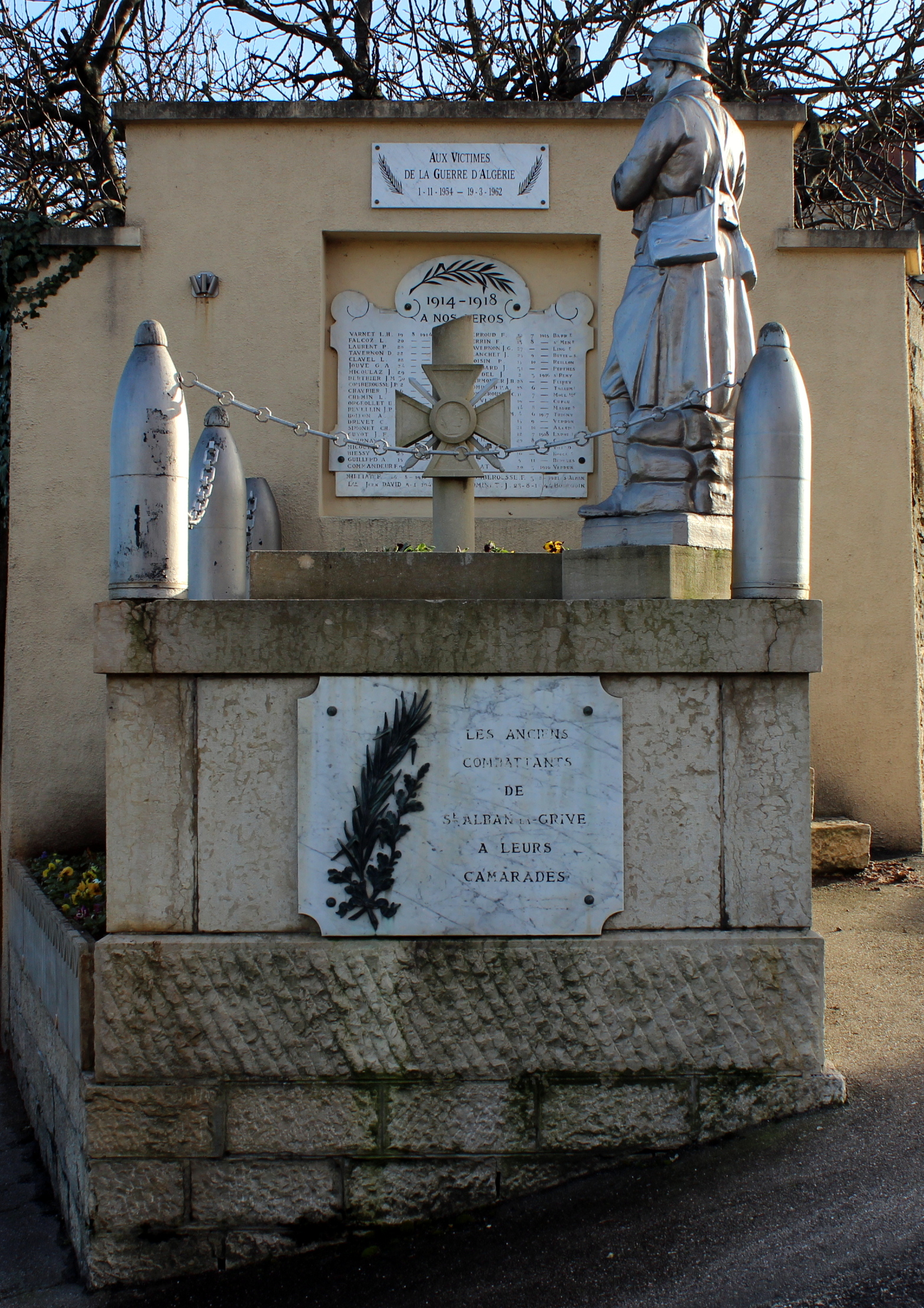
Monument aux morts
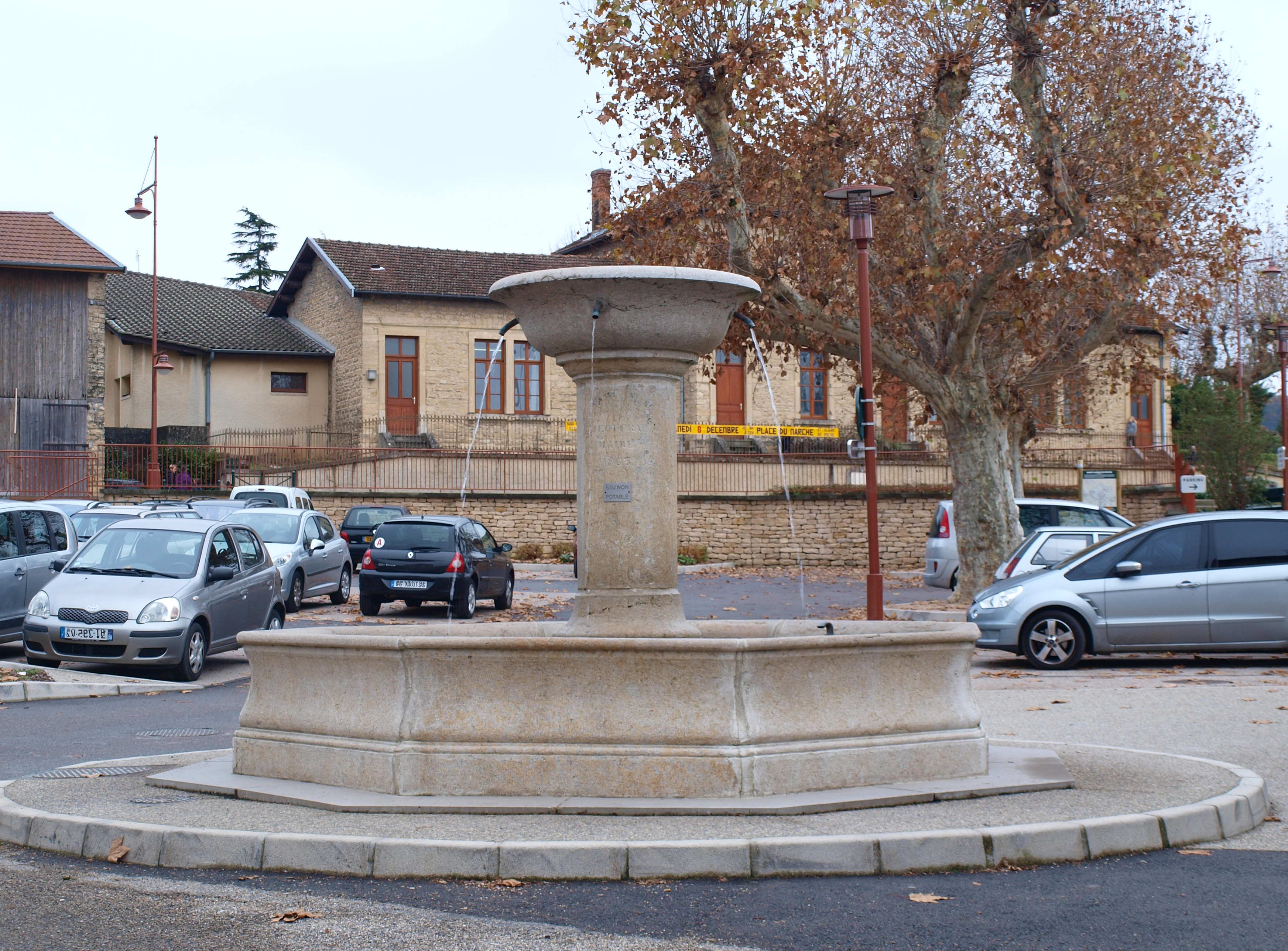
Fontaine du bourg

### Personnalités liées à la commune
- Vincent Voiron, curé de Saint-Alban en 1789, défroqué et anti-clérical, auteur d'une parodie des Lettres persanes[réf. nécessaire].
- Michel Bossy (1940-2016) né à St Alban-de-Roche[38], fut footballeur et joua à l'Olympique Lyonnais de 1959 à 1964 puis à Grenoble de 1964 à 1968. Ensuite, il devint entraîneur à Pont St Esprit, puis à Monceau les Mines et Dunkerque qu'il quitta en 1981 pour diriger un centre de formation de foot à St Denis de la Réunion. Durant sa carrière à l'OL, il a eu l'honneur de disputer un match contre Pelé.
- Elisabeth Maxwell, née Meynard, (1921-2013), une historienne d'origine française et de nationalité britannique, est née dans le hameau de la Grive.

### Héraldique
| Blason de Saint-Alban-de-Roche | Blason  | De gueules à la tour d'or maçonnée de sable; au chef d’argent chargé de quatre otelles d’azur adossées en sautoir. |
| Blason de Saint-Alban-de-Roche | Détails | Le statut officiel du blason reste à déterminer.                                                                   |